# Diaphorus crinipes
Diaphorus crinipes är en tvåvingeart som beskrevs av Robinson 1964. Diaphorus crinipes ingår i släktet Diaphorus och familjen styltflugor.
Artens utbredningsområde är Indiana. Inga underarter finns listade i Catalogue of Life.